# Villa Canales
Villa Canales é uma cidade da Guatemala do departamento de Guatemala.